# Йоганн Кристоф Дьоль
Йоганн Кристоф Дьоль (нім. George Claridge Druce, 1808—1885) — німецький ботанік, бібліотекар і птеридолог.

## Життєпис
Пан Дьоль навчався в Мангеймському ліцеї, а потім перейшов до Гейдельберзького університету, щоб отримати кваліфікацію природничих наук, теології та філософії. Він зацікавився прикладною ботанікою в ранньому віці, коли відвідував курси Карла Ф. Шимпера.
1831 року був висвячений у сан клірика, а також працював приватним учителем. 1832 року викладав мови та філософію в Мангеймській середній школі для дівчат.
1840 року він уже був викладачем у «Мангеймському терціарному коледжі», де викладав ботаніку та зоологію. З 1843 по 1872 рік він був бібліотекарем Королівської придворної бібліотеки в Карлсруе.
У 1843 році з'явилася «Flora Rhena», яка показувала дику та культивовану флору в районі Боденського озера. З 1857 по 1862 рр. вийшло три томи «Флори баденських гросгерцогтумів»
У 1865 році він був обраний членом Леопольдини.

## Вшанування
- Angraecum dollii
- Digitaria doellii
- Gymnopogon doellii
- Hoffmannseggia doellii
- Peperomia doellii

## Вибрані праці
- Rheinische Flora, Frankfurt, 1843